# Mike Butterworth
Pour les articles homonymes, voir Butterworth.
Mike Butterworth, né le 10 janvier 1924 à Nottingham, Midlands de l'Est, et mort le 4 octobre 1986, est un scénariste britannique de bande dessinée et, sous les signatures Michael Butterworth, Sarah Kemp et William Dobson, un auteur de roman policier. Il a aussi donné des romans sous le pseudonyme Carola Salisbury. Il est surtout connu sous le nom de Mike Butterworth pour avoir créé et scénarisé la bande dessinée de science-fiction L'Empire de Trigan.  Peu avant sa mort, il change légalement son nom pour Michael Marlowe.
Il ne doit pas être confondu avec l’auteur britannique Michael Butterworth, né en 1947, qui a écrit des novélisations de la série télévisée britannique Cosmos 1999.

## Biographie
Il étudie le dessin au Nottingham College of Art et travaille comme vendeur avant de réussir à percer dans le milieu de la bande dessinée, non comme dessinateur, mais comme scénariste. En début de carrière, il collabore à plusieurs séries de bandes dessinées westerns et historiques, destinées à des journaux. Plus tard, il signe des épisodes pour des séries de comic book, dont Vampirella. En 1965, il crée L'Empire de Trigan qui le rend célèbre.
À partir de 1967, il publie une douzaine de romans policiers sous la signature Michael Butterworth. Dans les années 1980, il donne d’autres titres policiers sous les pseudonymes Sarah Kemp et William Dobson.  Il est également l’auteur de romans gothiques sentimentaux sous la signature de Carola Salisbury.
Il est l’époux de la scénariste de bande dessinée Jenny Butterworth.

## Œuvre

### Bande dessinée
- The Rise and Fall of the Trigan Empire ou The Trigan Empire (1965-1982) Publié en français sous le titre L'Empire de Trigan, Grenoble, Glénat, 1982-1989

### Romans

#### Romans policiers signés Michael Butterworth
- The Soundless Scream (1967)
- Walk Softly in Fear (1968)
- Vanishing Act ou The Uneasy Sun (1970)
- Flowers for a Dead Witch (1971) Publié en français sous le titre Des fleurs pour une sorcière, Paris, Librairie des Champs-Élysées, Le Masque no 1238, 1972 ; réédition, Paris, Librairie des Champs-Élysées, Le Club des Masques no 320, 1977
- The Black Look (1972) Publié en français sous le titre Le noir est à la mode, Paris, Librairie des Champs-Élysées, Le Masque no 1259, 1973
- Villa on the Shore (1973) Publié en français sous le titre Au revoir Amanda, Paris, Librairie des Champs-Élysées, Le Masque no 1360, 1975
- The Man in the Sopwith Camel (1974)
- Remains to Be Seen (1976)
- Festival (1976)
- X Marks the Spot (1978)
- The Man Who Broke the Bank of Monte Carlo (1983)
- A Virgin on the Rocks (1985)
- The Five Million Dollar Prince (1986)

#### Romans policiers signés Sarah Kemp
- Goodbye, Pussy (1979)
- No Escape (1985)
- The Lure of Sweet Death (1986)
- What Dread Hand? (1987)

#### Romans policiers signés William Dobson
- The Child Player (1981)
- The Ripper (1981)

#### Romans signés Carola Salisbury
- The Pride of the Trevallions ou Mallion's Pride (1974) Publié en français sous le titre Les Cloches de onze heures, Paris, Presses de la Cité, 1975
- Dark Inheritance (1975) Publié en français sous le titre Le Maître de Landéric, Paris, Presses de la Cité, 1976 ; réédition, Paris, Pocket no 1720, 1979
- Dolphin Summer (1976) Publié en français sous le titre L’Été du dauphin, Paris, Presses de la Cité, coll. Romans, 1977 ; réédition, Paris, Pocket no 1739, 1979
- The Winter Bride (1977) Publié en français sous le titre La Mariée de décembre, Paris, Presses de la Cité, 1978
- The Shadowed Spring (1980) Publié en français sous le titre Un printemps mouvementé, Paris, Presses de la Cité, coll. Romans, 1981
- Count Vronsky's Daughter (1981) Publié en français sous le titre La Fille du comte Vronsky, Paris, Presses de la Cité, coll. Romans, 1984
- An Autumn in Araby (1983)
- Daisy Friday (1984)
- A Certain Splendour (1985)
- The Woman in Grey (1987)